# Хлористомедно-магниевый элемент
Хлористомедно-магниевый элемент — первичный резервный химический источник тока, в котором анодом служит магний, катодом — однохлористая медь, а электролитом — водный раствор хлорида натрия (подойдёт и морская вода).

## Области применения
- Теоретическая энергоёмкость:
  - Удельная энергоёмкость: 38-50 Вт·час/кг.
  - Удельная энергоплотность: 63-90 Вт·час/дм³.
- ЭДС: 1,8 вольта.
- Рабочая температура: 0 - 45°C.
- Применяются для питания военных радиостанций и специального оборудования.
- Обладают малым сроком службы (до 24 часов), при этом способны отдавать большие токи.